# Relations entre la Finlande et l'Ukraine
Les relations entre la Finlande et l'Ukraine sont des relations internationales s'exerçant entre deux États d'Europe, la république de Finlande et l'Ukraine. Elles sont structurées par deux ambassades, l'ambassade de Finlande en Ukraine et l'ambassade d'Ukraine en Finlande.

## Histoire
Avant 1918, le Grand-duché de Finlande et l'Ukraine, divisée en plusieurs gouvernements, font partie de l'Empire russe. En 1918, la Finlande est l'un des premiers pays à reconnaître la République populaire ukrainienne et à ouvrir une mission diplomatique à Kiev. À partir de 1920, le territoire ukrainien passe sous le contrôle de l'Union soviétique
La Finlande reconnaît à nouveau l'Ukraine le 30 décembre 1991, après l'obtention de son indépendance. Les deux pays établissent des relations diplomatiques le 26 février 1992, lorsque le président ukrainien Leonid Kravtchouk se rend à Helsinki pour signer le document final de la Conférence sur la sécurité et la coopération en Europe. L'ambassade de Finlande à Kiev (fi) est fondée le 1er avril 1992.
Le 3 avril 2024, le président finlandais Alexander Stubb et le président ukrainien Volodymyr Zelensky signent un accord de dix ans sur la coopération en matière de sécurité et le soutien à long terme entre la Finlande et l'Ukraine ; l'accord couvre plusieurs secteurs tels que le soutien politique et le soutien à la défense, à la sécurité, aux réformes et à la reconstruction de l'Ukraine. La Finlande est le huitième pays à signer un accord de sécurité bilatéral avec l'Ukraine.

## Relations diplomatiques
Chaque pays possède respectivement une ambassade dans la capitale de l'autre partenaire. L'ambassade d'Ukraine en Finlande est également l'ambassade d'Islande.
À la suite de l'invasion de l'Ukraine, l'ambassade en Ukraine est fermée.

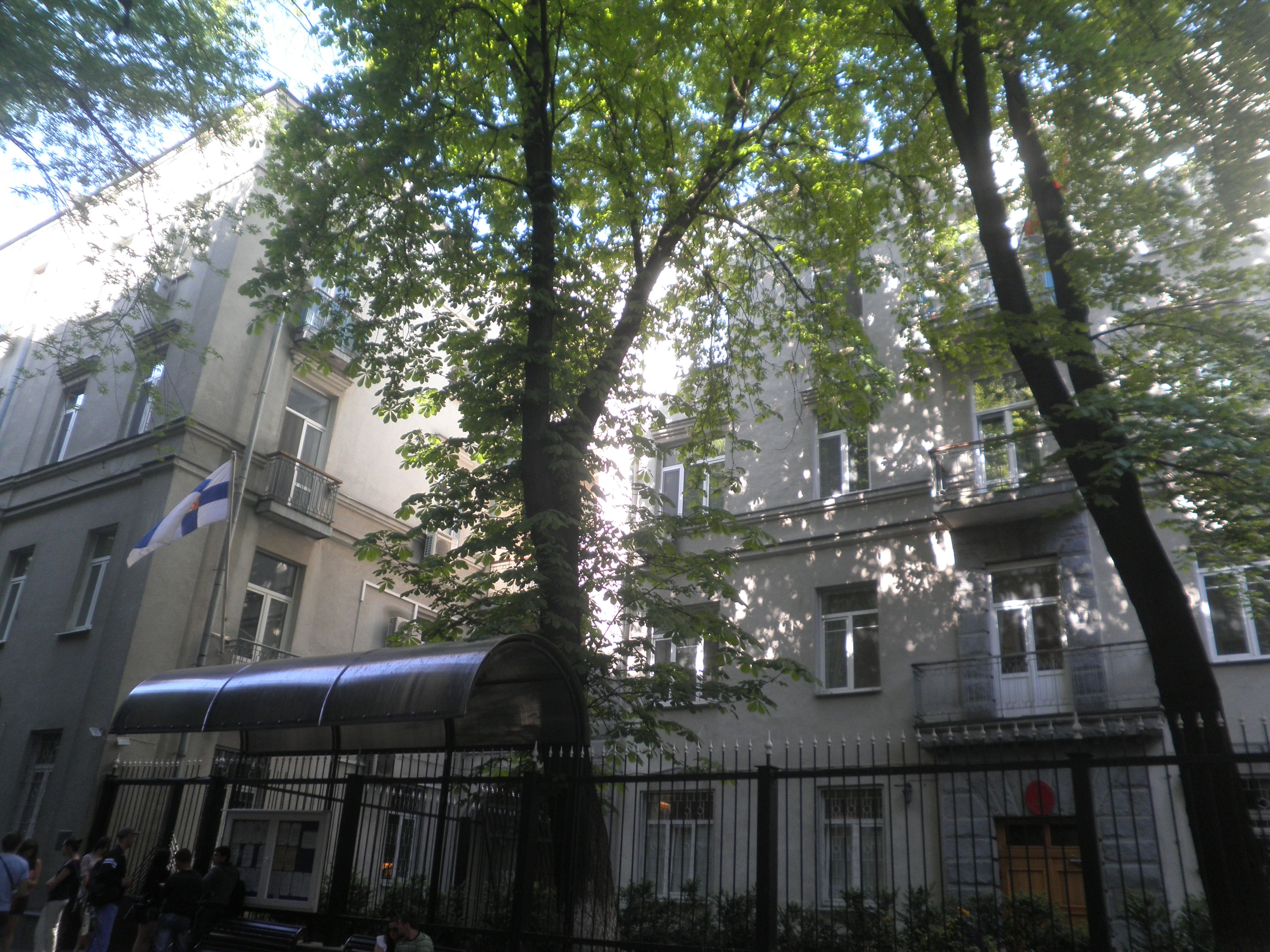
Ambassade de Finlande à Kiev
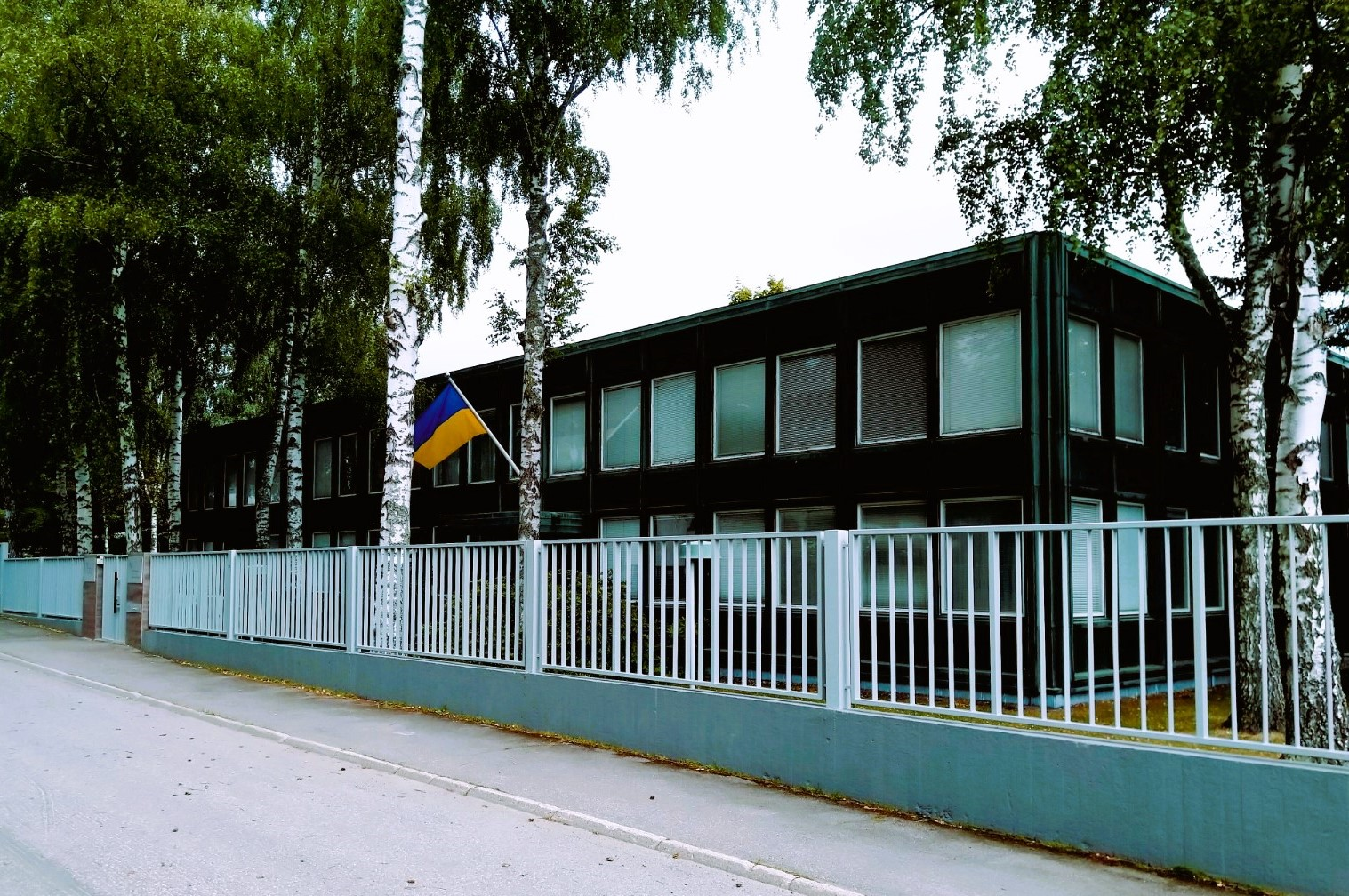
Ambassade d'Ukraine à Helsinki